# Legorreta
Legorreta is een gemeente in de Spaanse provincie Gipuzkoa in de regio Baskenland met een oppervlakte van 9 km². Legorreta telt 1.443 inwoners (1 januari 2016).